# Sinuatophorus breviceps
Sinuatophorus breviceps är en stekelart som beskrevs av Donald L.J. Quicke och Van Achterberg 2000. Sinuatophorus breviceps ingår i släktet Sinuatophorus och familjen bracksteklar. Inga underarter finns listade i Catalogue of Life.